# Famille Sancke
La famille Sancke, établie à Bruxelles au XIXe siècle, est originaire d'Allemagne.

## Généalogie (non exhaustive)
Cette généalogie non exhaustive est destinée à faire le lien entre les personnes référencées dans les articles.
I) Martin Sancke, épousa Anne Marie Oelrich, domiciliée en 1812 à Wallenbrück. Dont :
II) Antoine Sancke,, maître tailleur, né le 25 octobre 1786 à Atteln, décédé à Passy (Paris) le 5 juin 1849, épousa en premières noces à Bruxelles le 22 avril 1812 (acte 117, parmi les témoins Guillaume Maeck, oncle de l'épouse, serrurier, rue Haute), étant domicilié rue du long Chariot, no 338, Marie-Anne Maeck, fille de boutique, domiciliée rue de la Violette, 1302, née à Bruxelles (Notre-Dame de la Chapelle) le 14 février 1782, décédée à Bruxelles le 28 mars 1843, fille des feus François Maeck, plafonneur, doyen en 1788 de la Corporation des tourneurs, vanniers, menuisiers, plafonneurs et couvreurs en paille (Nation de Saint-Jean), et Françoise Maes, et en secondes noces à Paris le 30 décembre 1844, Jeanne de Waegh, née à Uccle le 8 mai 1815 et y décédée le 21 septembre 1885.
Dont de sa première épouse :
1) Edouard Sancke, né à Bruxelles le 6 août 1813, au domicile de ses parents, rue courte des longs chariots, et le père a signé l'acte de naissance Anton Sanke.
2) Léopold Sancke, né à Bruxelles le 3 juin 1815 et mort en sa ville natale le 23 octobre 1874, avocat et professeur de droit à l'Université libre de Bruxelles, épousa le 23 septembre 1868, à Schaerbeek, Caroline Lantain, née le 21 janvier 1824 à Thollembeek, résidente à Gand en 1879, à Ixelles en 1891, à Schaerbeek en 1893, et fille naturelle de Joséphine Lantain. Lors de leur mariage, Léopold Sancke et Caroline Lantain légitimèrent leurs six enfants :
a) Gustave Léopold Charles Sancke (Bruxelles 25 novembre 1854 - Laeken, rue des Palais 428, au domicile conjugal le 6 août 1909), d'abord employé à l'administration des Hospices de Bruxelles, puis représentant de commerce à Laeken, épousa à Schaerbeek le 15 octobre 1879 Laure Marie Moulaert (1852 - vers 1927), et légitima leur premier enfant lors du mariage :
i) Georges Arthur Joseph Léopold Sancke, né le 28 avril 1878 à Schaerbeek.
ii) Maurice Edouard Léon Robert Sancke, employé, voyageur de commerce, né le 5 septembre 1880 à Schaerbeek, épouse à Anderlecht le 18 août 1900 Pétronille Hubertine Catherine Derickx, demoiselle de magasin, née le 27 juin 1878 à Wessem, Limbourg, aux Pays-Bas, dont :
- Gustave Edouard Léon Robert Sancke, né à Anderlecht le 6 juillet 1900, légitimé par mariage subséquent.
- Fanny Nelly Stéphanie Eugénie Sancke, née à Anderlecht (acte 1063) le 6 octobre 1902.
iii) Lina Alice Laure Jeanne Marguerite Sancke, née à Laeken le 12 avril 1883, épouse à Saint-Gilles le 9 mai 1908 Conrad Henri Seyfert, employé, né le 8 octobre 1880 à Greiz, Reuß ältere Linie, en Allemagne.
iv) Fanny Gabrielle Mathilde Lucie Caroline Sancke, née à Laeken le 25 octobre 1885 (acte n° 668), rue de Molenbeek n° 123, au domicile de ses parents.
v) Suzanne Geneviève Denise Blanche Diane Sancke, née à Schaerbeek le 14 novembre 1888 (acte 1214), avenue de la Reine n° 133.
vi) Edouard Gaëtan Gaston Ernest Henri Sancke, né à Schaerbeek le 3 avril 1892 (acte n° 371).
vii) Léon Walter Amédée Hector René Sancke, né à Schaerbeek le 23 juin 1895 (acte 669), avenue de la Reine n° 157.
b) Georges Louis Arthur Sancke (né à Bruxelles le 9 août 1856), employé au Département des Finances à Anvers en 1879, représentant de commerce en 1893, qui épousa à Ixelles le 11 mai 1895 Berthe Marie Louise Paulis. Dont : 
i) Léon Eugène Arthur Sancke, né à Bruxelles le 30 janvier 1896 (acte n° 433).
D'une relation précédemment nouée avec   Joséphine Alexandrine Van Acker, demoiselle de magasin, née à Bruxelles, alors âgée de 25 ans était né un fils que son père avait légalement pu reconnaître par acte du 22 avril 1895 à Bruxelles :
ii) Georges Albert Philippe Sancke, né à Bruxelles le 18 avril 1895 (acte n° 1576), et qui sera officier dans l'armée belge.
c) Sophie Caroline Amélie Sancke (née à Bruxelles le 27 janvier 1858), qui le 18 février 1882, épousa à Schaerbeek, avec légitimation d'une fille nommée Emma née à Jette-Saint-Pierre en 1878, Edmond Charles Jean Joseph De Ram, notaire à Arendonck, né à Grobbendonck en 1843, mort le 6 février 1884 à Grobbendonck, et en secondes noces le 31 janvier 1893 à Schaerbeek Ernest Emile Amand Fox, négociant, né à Anvers le 27 février 1853 et résidant alors au Grand-Duché de Luxembourg.
d) Georges Charles Victor Sancke (né à Bruxelles le 17 août 1861), employé, représentant de commerce en 1893, qui épousa le 5 novembre 1895 à Schaerbeek Virginie Mertens, née à Tirlemont le 14 février 1861, mariage par lequel les époux légitimèrent :
i) Louis Sancke, né à Bruxelles le 13 mars 1878,
ii) Hélène Sancke, née à Bruxelles le 21 juillet 1882.
e) Marie Mathilde Alice Sancke (née à Schaerbeek le 18 août 1863), modiste en 1908, qui épousa le 5 novembre 1891 à Schaerbeek Pierre Mathieu Theunissen, comptable, né à Amstenrade, en Hollande, le 2 janvier 1867 et mort à Malines le 28 juillet 1902, et en secondes noces le 11 mars 1908 à Schaerbeek Richard Spiegel, négociant, né le 18 août 1863 né à Soest, en Allemagne.
f) Laure Emma Philippine Sancke (née à Schaerbeek le 22 février 1866) qui épousa à Schaerbeek le 15 juin 1895 Louis Jean Michel Tambour, représentant de commerce, né à Liège en 1867.
3) René Adolphe Sancke, né à Bruxelles le 3 novembre 1817 (acte n° 2564). L'acte est signé A. Sanck par le père.
4) Marie Françoise Philippine Sancke, née à Bruxelles le 23 novembre 1818, épouse à Bruxelles le 27 août 1850 Lambert François Philippe Heernu, rentier, né à Bruxelles le 1er septembre 1820.
5) Jacques Édouard Sancke, négociant à Bruxelles de la Firme Hardy & Sancke, magasin de tulles, dentelles et broderies de Nancy, dépôt de mousselines de Jean Zellweger à Herisau (Suisse), né le 7 juillet 1820 à Bruxelles et décédé le 2 février 1879 à Bruxelles, épousa à Bruxelles le 28 décembre 1843 (acte n° 1172), Isabelle Joséphine Françoise Beaurain, demeurant rue du Lombard, née à Bruxelles le 10 octobre 1822, fille de feu François Joseph Beaurain, en son vivant marchand, natif de Perwez, et Marie Rose Lepage, rentière. Dont :
a) Antoine François Édouard Sancke, né à Bruxelles le 27 avril 1845, mort à Bruxelles le 13 juin 1845, rue des Bogards, 4.
b) Fanny Antoinette Léopoldine Sancke, née à Bruxelles le 25 mai 1846, épouse en premières noces à Bruxelles le 18 février 1868 Lambert Adrien Alfred Vielvoye, industriel, né à Liège le 15 novembre 1840, mort à Bruxelles le 14 août 1870, et épouse en secondes noces à Schaerbeek le 10 octobre 1872 Eugène Ferdinand Nack, né le 28 mai 1833 né à Mainz, en Allemagne.
c) Jules Léopold Antoine Sancke, né à Bruxelles le 31 mars 1849, négociant, épousa à Bruxelles le 19 septembre 1871, Cécile Louise Caroline Lebègue, née à Bruxelles le 8 janvier 1849, fille d'Alphonse-Nicolas Lebègue, imprimeur-éditeur , fondateur en 1854 à Bruxelles de la société "L’Office de Publicité", et de Marguerite Schubert.
d) Lucie Euphémie Françoise Sancke, née le 28 janvier 1852 à Bruxelles et décédée le 19 novembre 1925 à Paris XVIe (Inhumée au cimetière de Passy), épousa le 17 septembre 1874, à Bruxelles, Camille van Dievoet, agent de la Banque Nationale à Peruwelz, St-Nicolas, Courtrai et Charleroi, né à Bruxelles le 15 septembre 1842 et décédé à Paris XVIe le 2 janvier 1931 (Inhumé au cimetière de Passy), fils d'Eugène van Dievoet et de Hortense Poelaert. Camille van Dievoet, franc-maçon (29e degré, chevalier de Saint-André d'Écose), était membre du Grand-Orient de Belgique.
e) Jeanne Isidore Françoise Sancke, née à Bruxelles le 1er janvier 1859, épousa à Bruxelles, le 20 août 1878, Edmond Charles Henri Mulders, négociant, agent commercial, né à Tourcoing le 18 avril 1853. Divorcée à Bruxelles par acte du 26 février 1894 selon l'autorisation de divorce rendu par le jugement du tribunal de 1ère instance de Bruxelles en date du 7 octobre 1893.
Dont de sa seconde épouse :
6) Marie Antoinette Sancke, tailleuse, née le 8 juillet 1846 à Passy, Seine, France, épouse à Ixelles le 1er juin 1872 Jules Albert Barth, dessinateur-architecte, né à Gand le 6 avril 1842, qui était veuf d'Anne Cooke, morte en 1871. L'architecte Jules Barth fut actif à Bruxelles et de nombreuses maisons bruxelloises conçues par celui-ci sont encore existantes 

## Galerie de portraits

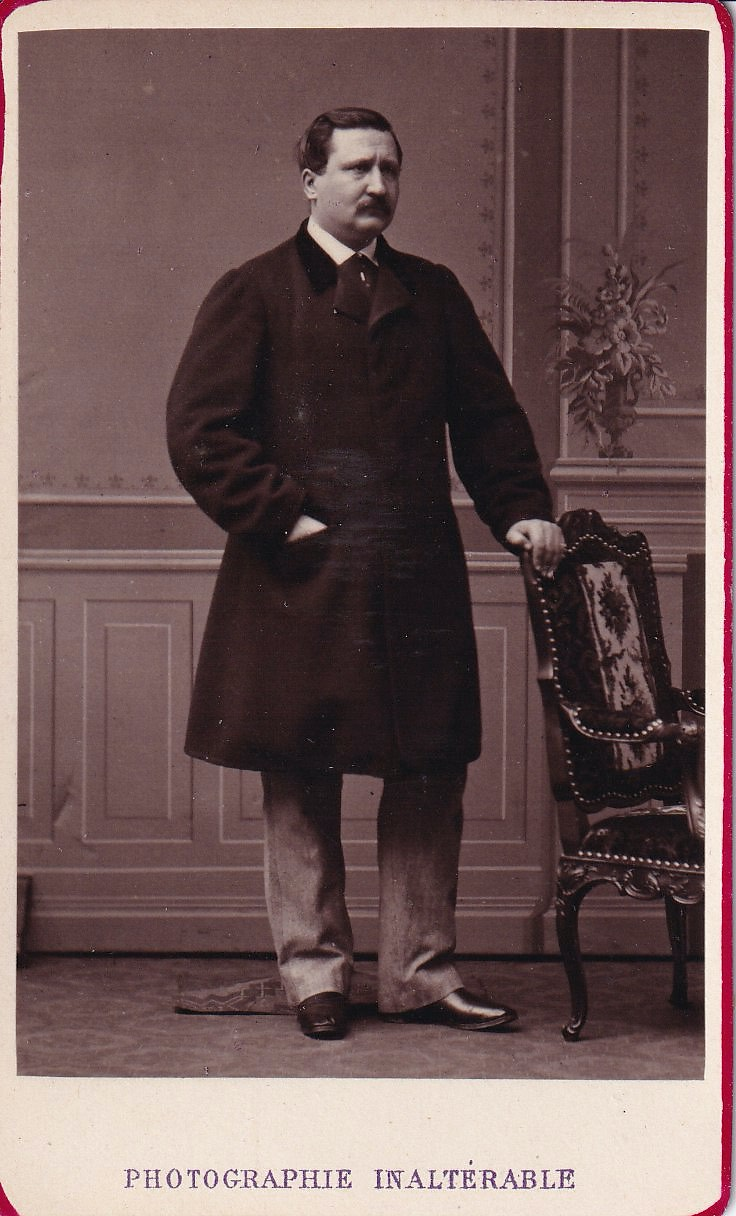
Jacques Édouard Sancke (1820-1879), négociant à Bruxelles, époux d'Isabelle Beaurain.
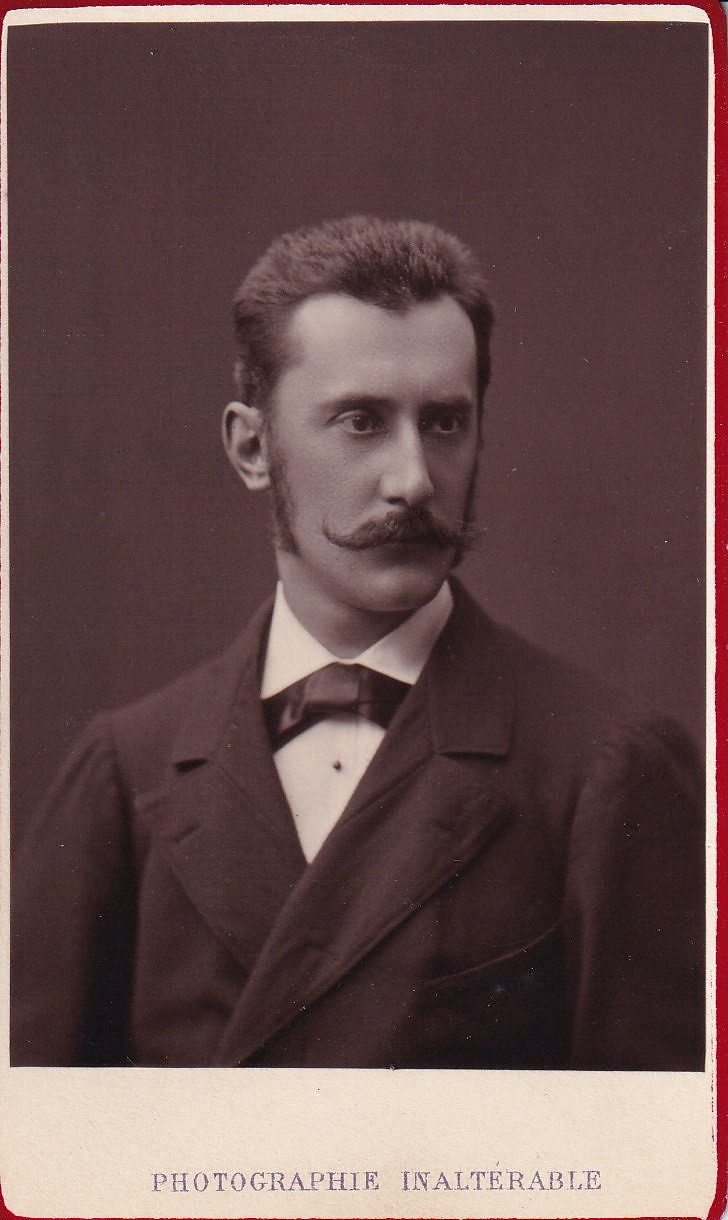
Jules Sancke fils de Jacques Édouard Sancke et d'Isabelle Beaurain, époux de Cécile Lebègue, fille d'Alphonse-Nicolas Lebègue, imprimeur-éditeur, fondateur de "L’Office de Publicité".
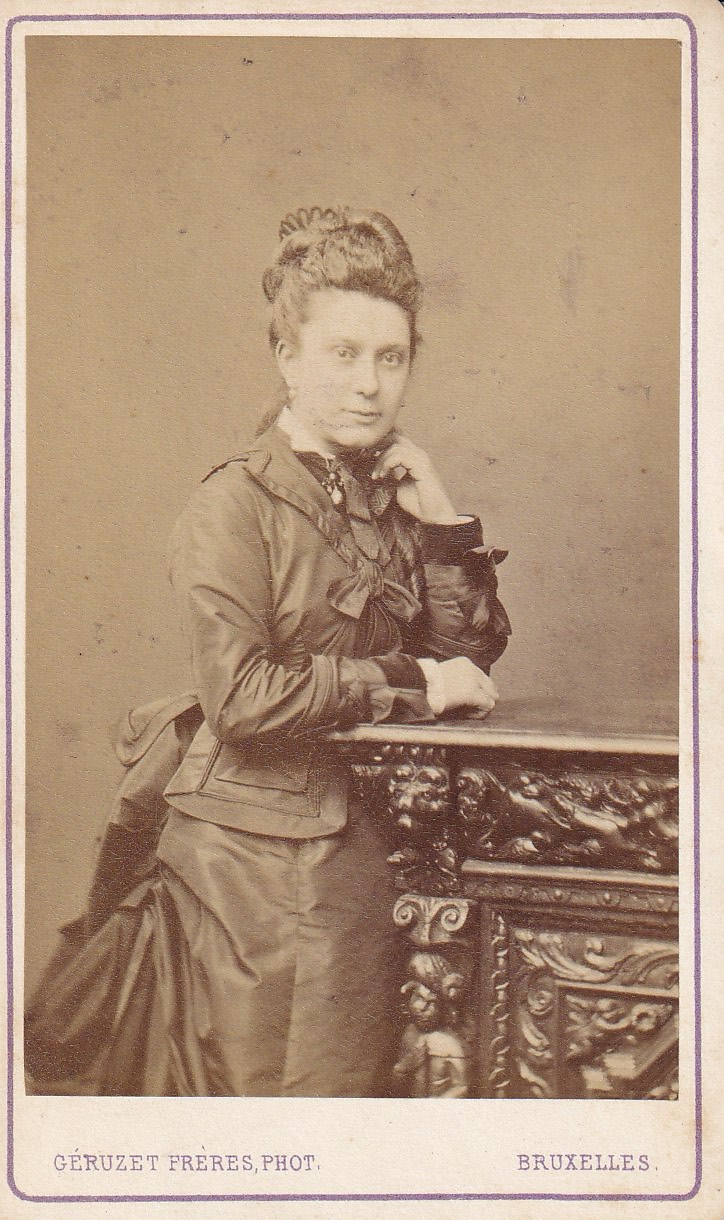
Lucie Sancke (1852-1925), fille de Jacques Édouard Sancke et d'Isabelle Beaurain, épouse de Camille van Dievoet.

## Publications
- Christophorus Sancke (Christofle Sancke), Dissertatio moralis de cælibatu rationali, methodo mathematicis æmula conscripta, Leipzig, 3 mai 1727. Lire en ligne